# محطة قطار بسكرة
محطة بسكرة هي محطة قطار جزائرية تقع على أراضي بلدية بسكرة في ولاية بسكرة شمال شرق الصحراء الجزائرية.

## الموقع في السكك الحديدية
تقع المحطة شمال مدينة بسكرة، على الخط الممتد من القراح إلى تقرت . تسبقها محطة لوطاية وتتبعها محطة المغير. عندما تم إنشاء الخط من بسكرة إلى تقرت، تبع محطة بسكرة محطة أوماش، وهي محطة مغلقة حاليًا.

## خدمة الركاب

### خدمة
محطة بسكرة تخدمها :
- قطارات الخط الرئيسي لخط الجزائر - تقرت[1][2]

- القطارات الجهوية على الطريق قسنطينة - بسكرة[3][4]

## روابط خارجية
- "SNTF". Société nationale des transports ferroviaires (SNTF). مؤرشف من الأصل في 2025-06-02.